# متولد رنگ آبی (فیلم)
متولد رنگ آبی (به انگلیسی: Born to Be Blue) فیلمی محصول سال ۲۰۱۵ و به کارگردانی رابرت بدرئو است. در این فیلم بازیگرانی همچون ایثن هاک، کارمن اجوگو، کلوم کیت رنی، استیون مک‌هتی، کوین هانچارد، کتی بلند و باربارا ایو هریس ایفای نقش کرده‌اند.